# Henicorhina leucosticta
Henicorhina leucosticta là một loài chim trong họ Troglodytidae.